# Style baroque ukrainien

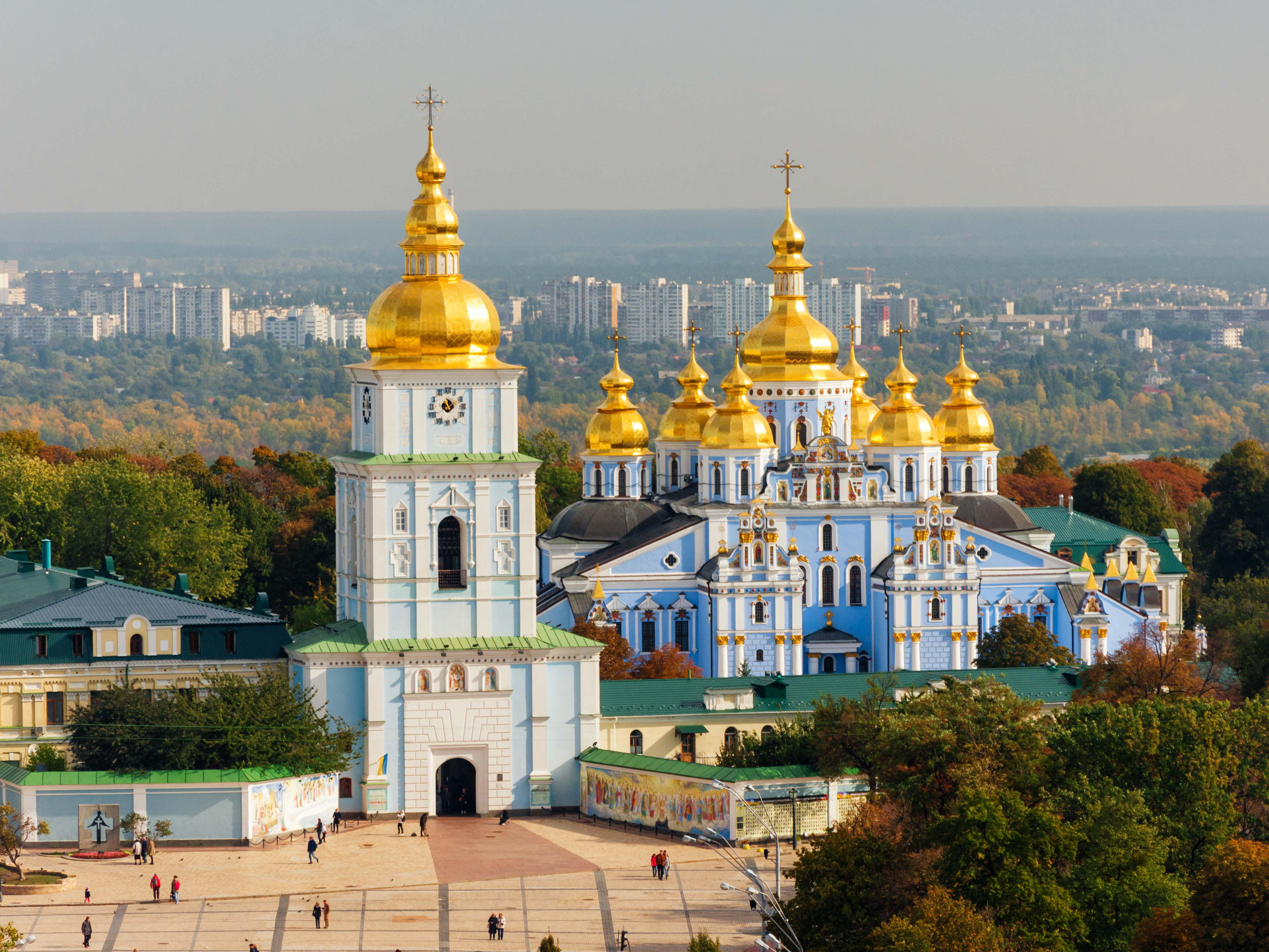
Le Monastère Saint-Michel-au-Dôme-d'Or de Kiev, malgré sa fondation en 1113, est un des exemples, après transformation, les plus frappants du baroque ukrainien

Le baroque ukrainien ou baroque cosaque est un style architectural qui s'est répandu en Ukraine de la rive gauche du Dnipro et dans la région est, en Ukraine slobodienne, aux XVIIe et XVIIIe siècles, en suivant des variations de styles différents réunissant les particularités, à la fois du baroque occidental, de l'architecture de la Renaissance, de l'architecture de l'église orthodoxe, héritière de l'ancienne architecture de la Rus' de Kiev, et de l'architecture ukrainienne en bois.

## Géographie
Les constructions d'édifices baroques à l'est de l'Ukraine, dans des régions où l'orthodoxie est la religion principale, ont été précédées à l'ouest en Galicie et à Lviv en particulier par les édifices de style baroque polonais, dans des régions influencées par l'Église grecque-catholique ukrainienne. Le plan de ces édifices est le plan basilical des églises catholiques, avec une façade occidentale parfois flanquée de deux tours. L'église des Saints Apôtres Pierre et Paul de Lviv (1630), citée souvent en exemple, représente, quant à elle, à la fois un modèle d'église de style jésuite (son modèle est l'église du Gesù à Rome) et baroque.
Toutefois cette région de Galicie ne faisait pas partie de l'Ukraine mais de la Pologne ou de l'Empire austro-hongrois des Habsbourg au moment où ces édifices ont été construits. À la fin de l'époque baroque, au XVIIIe siècle le développement du baroque s'est poursuivi, toujours en Galicie, mais dans le style rococo. La cathédrale Saint-Georges à Lviv, cathédrale de l'Église grecque-catholique ukrainienne est très représentative de ce style.
Le baroque ukrainien a engendré le baroque moscovite ou baroque de Moscou ou encore baroque Narychkine et le « style Mazepa » (du nom d'Ivan Mazepa), se retrouve dans les églises moscovites dès la fin du XVIIe siècle.
Le développement du baroque ukrainien dans la partie orientale du pays est d'abord lié au soulèvement de Khmelnytsky contre la République polonaise, qui se produisit entre 1648 et 1657 parmi les cosaques. Ce soulèvement signifia à terme la perte du contrôle polonais au profit de la Russie sur la partie Est de l'Ukraine appelée l'Ukraine de la rive gauche et plus à l'est encore l'Ukraine slobodienne. Dans ces régions orientales, la conception traditionnelle des églises populaires en bois et à étages était fort répandue.
Mêlée aux éléments provenant de l'architecture baroque de l'Occident propagés en Orient par la Pologne catholique, elle va produire ce style particulier de « baroque ukrainien ».

## Continuation de la tradition des constructions de l'ancienne Russie

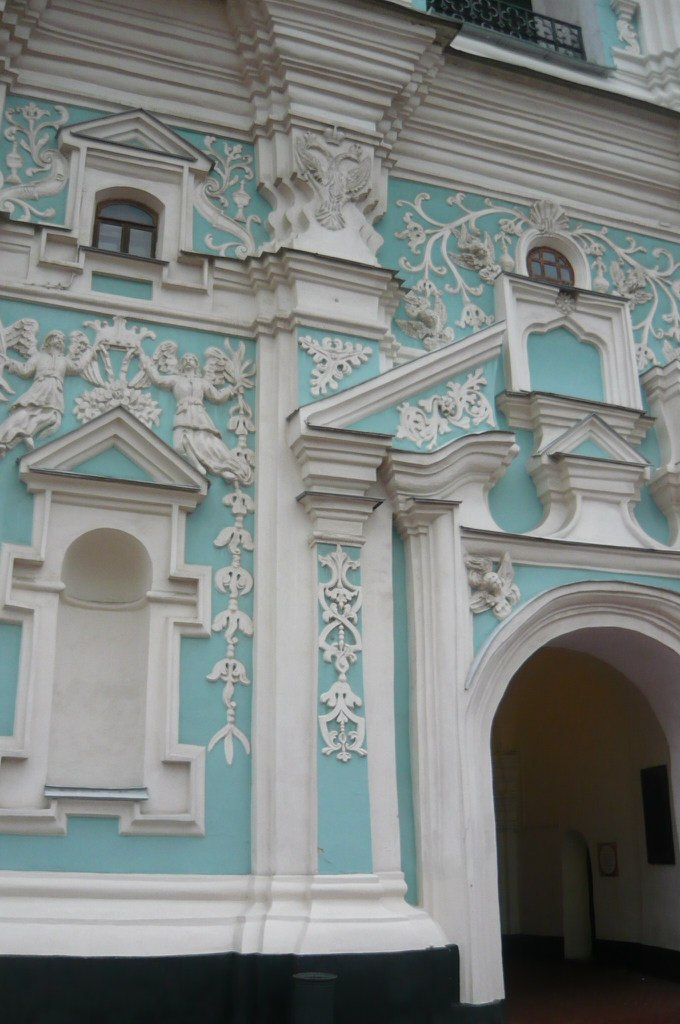
Partie de décoration du carillon de la cathédrale Sainte-Sophie à Kyïv

La naissance du baroque ukrainien est liée également a la restauration, à Kyïv et à Tchernigov, d'églises de la période prémongole sous le Métropolite Pierre Movilă et ses successeurs. Pierre Movilă se distingua dans son activité réparatrice : c'est lui qui fit consolider la cathédrale Sainte-Sophie de Kyïv.
Depuis le déclin de la Rus' de Kiev au XIIe siècle, et des invasions mongoles, durant la présence de ces derniers en Europe aux XIII-XIV et XVe siècles, toute vie artistique avait cessé en Ukraine. Après un sommeil de cinq siècles, la construction et la restauration de nombre d'édifices orthodoxes furent entreprises. À la restauration s'ajouta de nombreux ajouts : aux voûtes des édifices qui étaient souvent délabrées sont ajoutés nombre de dômes en forme de poire ou de bourgeon (tels des bulbes plantés en ligne).
Ces dômes sont supportés par des tambours dont le diamètre au sommet est fixé. Les dômes juchés sur ces tambours peuvent être : soit hémisphériques de même diamètre, soit bulbeux avec un diamètre identique à celui du tambour, soit encore bulbeux avec un diamètre supérieur à celui du tambour, soit encore avec un diamètre inférieur. Ce qui est caractéristique, et diffère en cela du style russe, en Ukraine, c'est que le diamètre du bulbe est le plus souvent inférieur à celui du tambour contrairement aux diamètres des bulbes en Russie le plus souvent supérieur à celui du tambour.
Les dômes d'or du monastère Saint-Michel-au-Dôme-d'Or en sont un exemple : aussi bien le dôme central que les plus petits, de l'étage inférieur, surmontent le tambour avec un diamètre plus petit que celui du tambour.
La couleur des dômes peut être soit dorée soit argentée.
Aux structures monumentales cruciformes est ajoutée une décoration qui fractionne les espaces par des pilastres, avant-corps, portiques puis les garnit d'ornements : anges, végétaux, ramures, frontons, volutes et cartouches chantournés. Les bâtiments sont blanchis ou plâtrés en veillant à faire contraster les couleurs bleues et blanches. Les fûts des pilastres et des colonnes sont richement ornés.
Parmi les monuments restaurés dans ce style ancien, il faut citer le monastère d'Elietskiy à Tchernihiv, la cathédrale Sainte-Sophie de Kyïv, la cathédrale de la Dormition de la Laure des Grottes de Kyïv, les cathédrales du monastère Saint-Michel-de-Vydoubitch et celle du monastère Saint-Michel-au-Dôme-d'Or à Kyïv.
Les clochers sont apparus en même temps que les premiers monastères en Ukraine. Ils sont construits avec plusieurs niveaux et à l'écart de l'édifice principal lui-même, surmontés d'un dôme massif en forme de poire. Les parties habitables des monastères sont entourées de murs en pierre finement décorés.
C'est vers l'aspect des anciens édifices que se sont tournés les regards des constructeurs de nouveaux monastères. Selon les canons traditionnels des églises orthodoxes un plan crucial est surmonté de trois, quatre, cinq et parfois même six coupoles. En même temps, elles sont décorées dans un style baroque polonais (catholique) et parfois flanquées, en façade, de deux tours. Les cathédrales de ce type font partie des édifices appelés « Ivan Mazepa » — Cathédrale de la Sainte-Trinité de Tchernigov (1679-1695), cathédrale militaire Saint-Nicolas (1690-96), un des plus beaux édifice de Kyïv détruit en 1934, et le monastère des frères (en) (1690-93).
Parmi les architectes ukrainiens de la période baroque il faut citer : Ivan Petrovitch Zaroudniy, Stépane Démianovitch Kovnir, Osip Startsev, Ivan Hryhorovych-Barskyi.

## Architecture populaire en bois

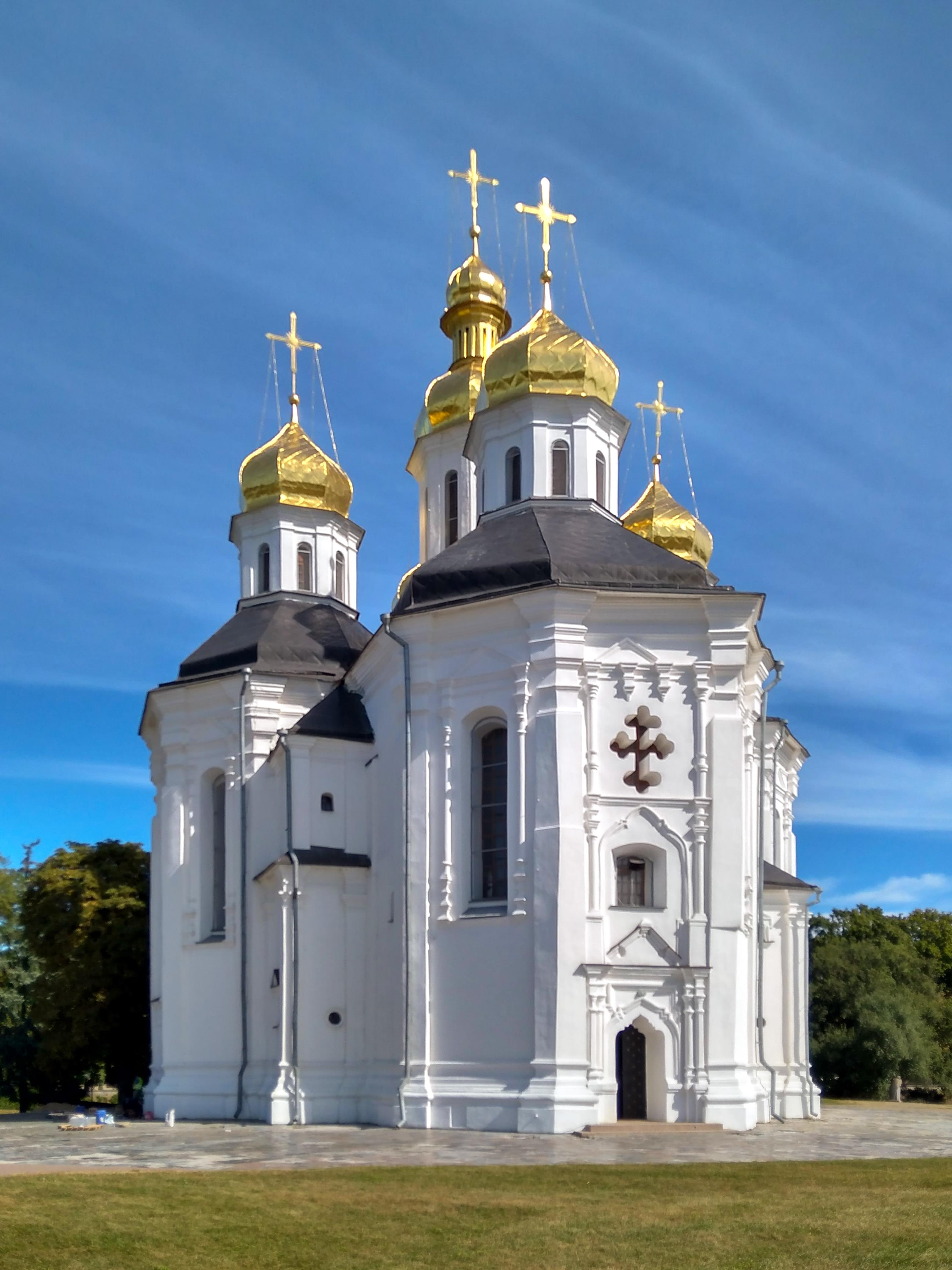
Église Sainte-Catherine (Tchernigov) (1715)

Les édifices paroissiaux qui existaient dans la partie Est de l'Ukraine avaient été construits non pas sur décision des ordres monastiques mais par les communautés de fidèles, en se servant du modèle de l'architecture cosaque en bois. Ils ont précédé l'époque baroque. Les églises baroques construites en pierre ont emprunté leur plan à celui de l'église orthodoxe ukrainienne typique en forme de croix, mais en s'inspirant des églises villageoises en bois à trois ou cinq rondins surmontées de couvertures octogonales.
L'église Sainte-Catherine à Tchernigov, par exemple, est couverte de toitures octogonales. Ses absides sont fort développées et relativement élevées. Chacune est surmontée d'un tambour à facettes. Une coupole en forme de poire, caractéristique en Ukraine couvre le tambour. Au-dessus du tambour central est ajoutée une seconde coupole plus petite au sommet. La structure octogonale du niveau des absides devient une base arrondie au pied des tambours en passant par un toit pyramidal tronqué à couverture lisse.

## L'hetman Ivan Mazepa

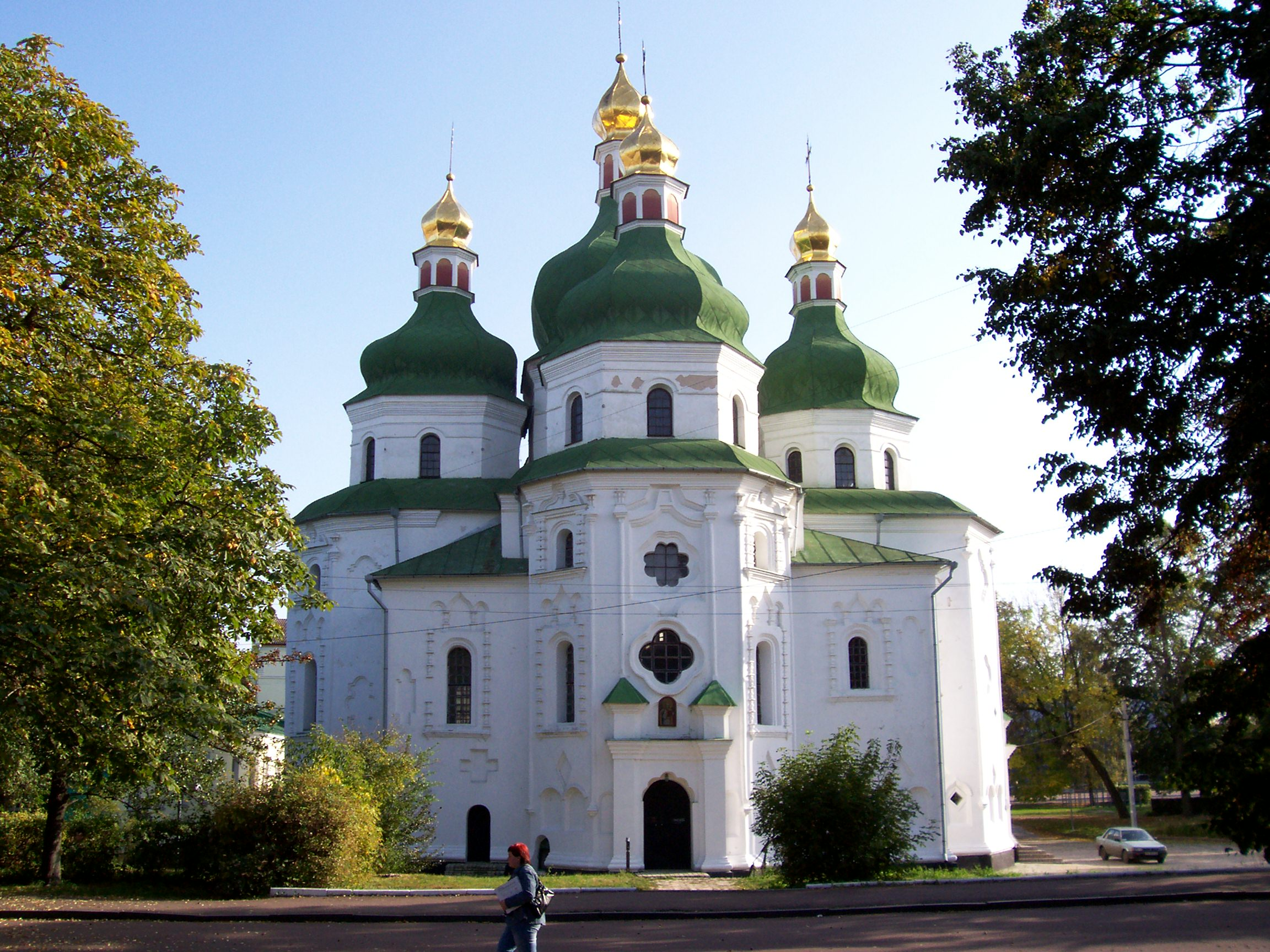
Cathédrale Saint-Nicolas à Nijyn, une des premières du baroque Mazepa

La période la plus fertile dans l'histoire de l'architecture ukrainienne est liée aux hetmans Ivan Samoïlovitch, Ivan Mazepa et Danylo Apostol. La cathédrale Saint Nicolas est un des premiers exemples de cette période à Nijyn en (1668-1670), l'église de la Transfiguration de Sorotchintsy due à Apostol en 1733 un des derniers. Les trois hetmans participèrent à la construction des édifices non seulement par leurs projets et leurs plans, mais aussi en participant à leur financement. C'est à Mazepa que revient la palme du nombre d'églises restaurées. C'est ainsi que les termes « baroque Mazepa (uk) » sont utilisés comme ceux de « baroque ukrainien »
- Monastère de Mhar Monastery (en) près de Loubny.
- Cathédrale de l'Ascension Pereïaslav.
- Cathédrale de l'Épiphanie au Brotherhood Monastery (en).
- cathédrale militaire Saint-Nicolas à Kiev.
- Églises de la Trinité et de Saint-Nicolas à Batouryn.
- Cathédrale de la Dormition à Hloukhiv.

Les églises de Mazepa sont caractérisées par la splendeur monumentale, la disposition libre des différentes parties de l'ensemble, l'abondance de détails de construction et de décoration, des jeux d'ombre et de lumière, conçus pour mettre en évidence les grandes surfaces des églises de pierre.
Il existe peu de monuments de cette époque baroque qui ne soient timbrés des armoiries d'Ivan Mazepa : un T renversé accosté d'un croissant et d'une étoile à six rais. Malheureusement les deux monuments les plus représentatifs, construits par l'architecte que Mazepa avait fait venir de Moscou Osip Startsev, l'Église de l'Épiphanie et la Cathédrale militaire Saint-Nicolas ont été détruites en 1934 et 1935 à l'époque soviétique.

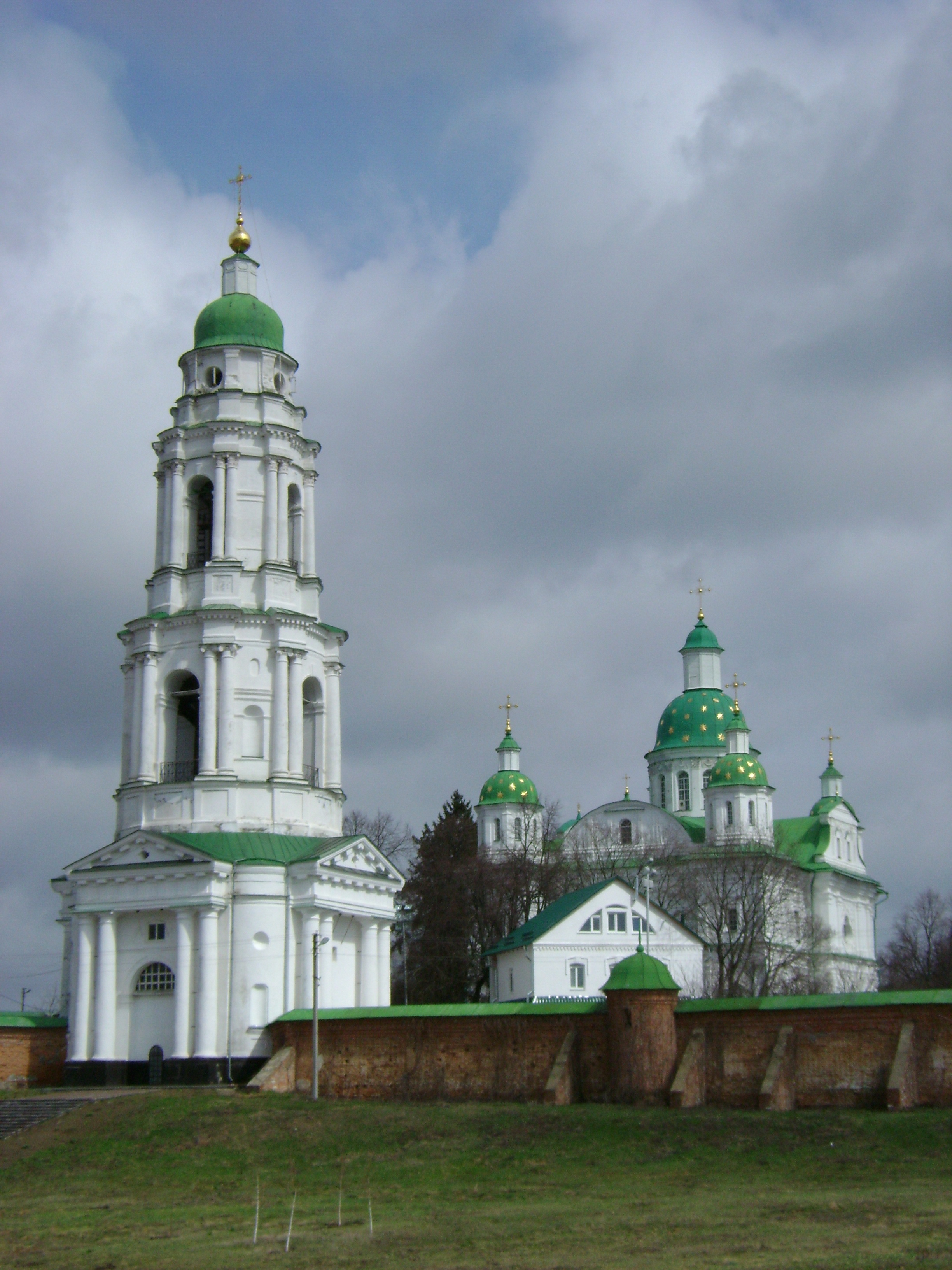
monastère de Mhar
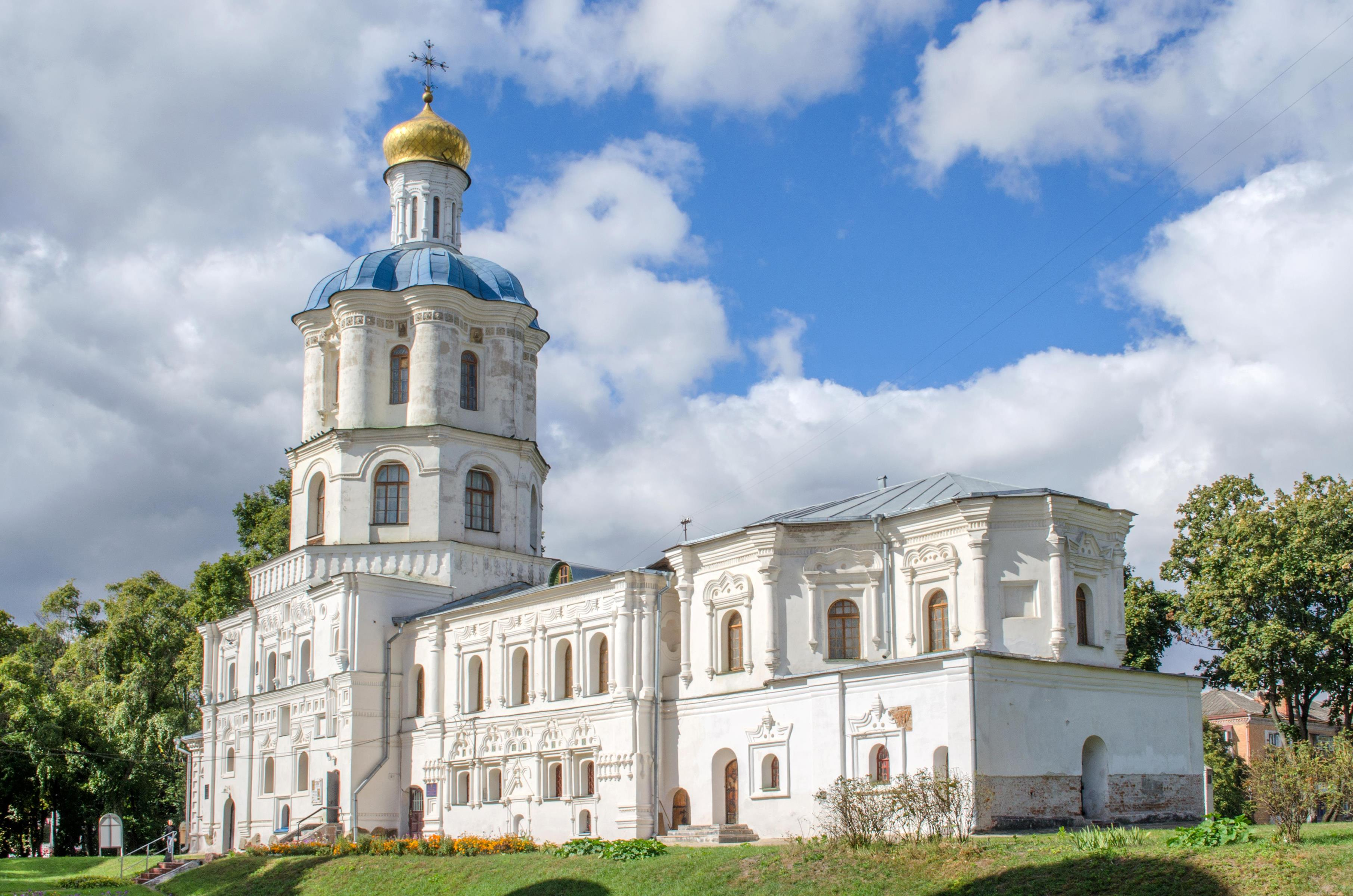
Collège Tchernihiv(1702)
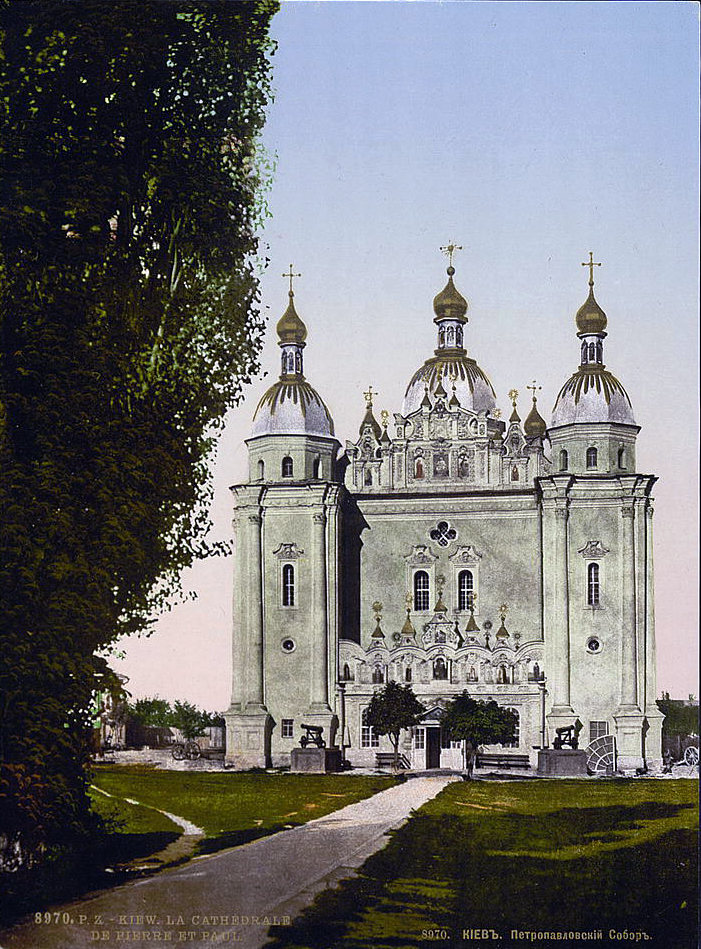
Cathédrale militaire Saint-Nicolas (Kiev)
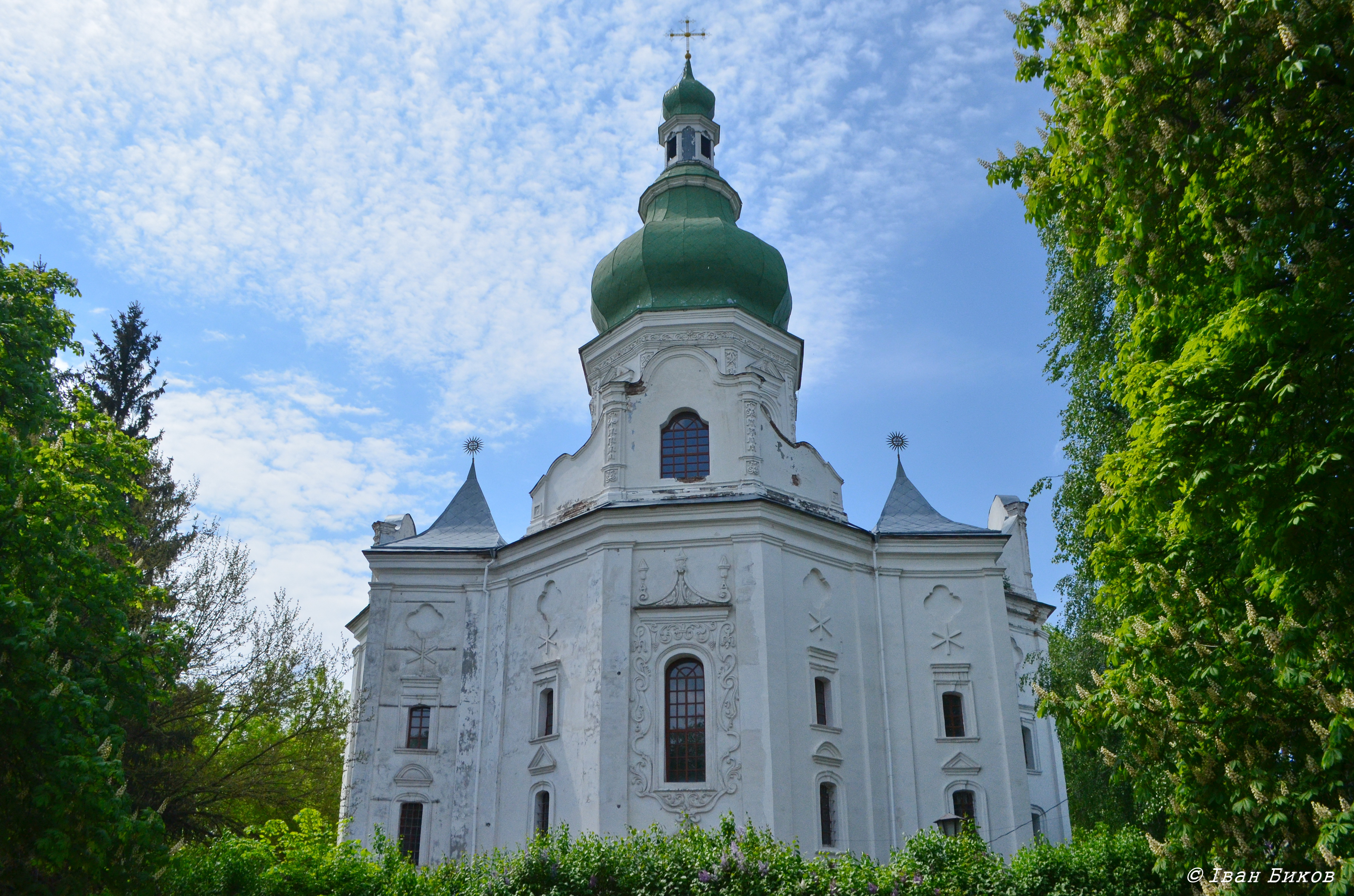
Cathédrale del'Ascension à Pereiaslav

## Les édifices d'Ukraine slobodienne

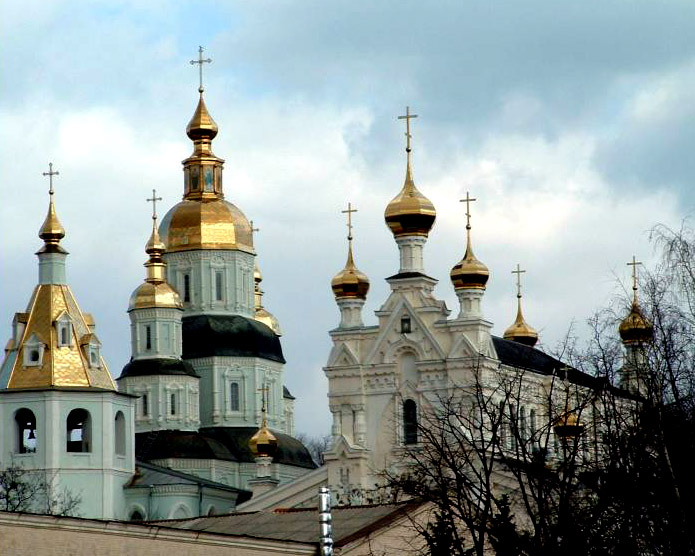
Kharkiv-Cathédrale de l'Intercession et palais épiscopal.

Les édifices d'Ukraine slobodienne sont ceux qui présentent la plus grande originalité. La cathédrale de la Transfiguration avec ses cinq tourelles à Izioum (город)|Изюме (1684) appartient au style baroque «cosaque». La cathédrale de L'Intercession à Kharkiv (1689), le monastère Laure de Sviatohirsk (environ 1684). Il faut supposer que ces trois édifices ont été construits par un artel fortement influencé par l'architecture locale en bois, probablement sous la direction d'Ivan Zaroudnyï.
Édifices de l'Ukraine slobodienne des XVIIe et XVIIIe siècles concentrés à l'est de l'Ukraine et dans les oblasts occidentaux de la fédération de Russie :
- Cathédrale cosaque à Starodoub (1678, reconstruite en 1744, située en Russie mais à la frontière de l'Ukraine) ;
- Église Saint-Nicolas Hloukhiv (1693) ;
- Église de la Résurrection Soumy (1702) ;
- Cathédrale de la Trinité à Belgorod (1707, démolie à l'époque soviétique) ;
- Cathédrale de l'Intercession à Okhtyrka (1768) ;

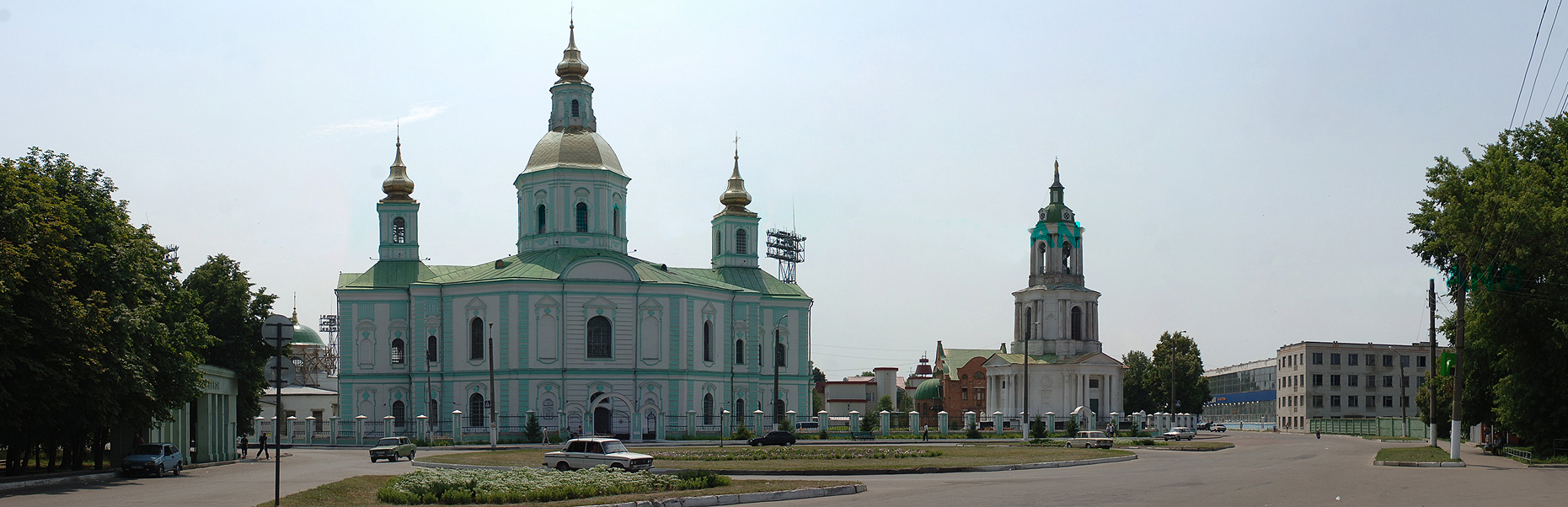
Pokrovskiy : cathédrale de l'Intercession à Okhtyrka.

- Église de la Trinité au monastère d'Okhtyrka ;
- Église de l'Intercession d'Olchany dans l'oblast de Kharkov (1769) ;
- Église de la Résurrection au monastère Kharochevsky, gouberniat Kharkov (1759) ;
- Cathédrale des trois dômes à SevskOblast de Briansk en Russie à la frontière avec l'Ukraine (1718) ;
- Monastère Svenski et le Biélobiériejskaia-poustyn dans l'oblast de Briansk.

## Architecture civile
L'exemple le plus réputé d'architecture civile baroque ukrainienne est le Collège de Tchernigov (1700-02). Des maisons de dirigeants cosaques ont également été conservées (comme celle du colonel Lizogoub à Tchernihiv), le palais de l'Hetman Mazeta à Rylsk et le réfectoire du palais (mais c'est un exemple plus ancien datant de 1677-1679) au monastère de Troïtsé-Ilynskiï.

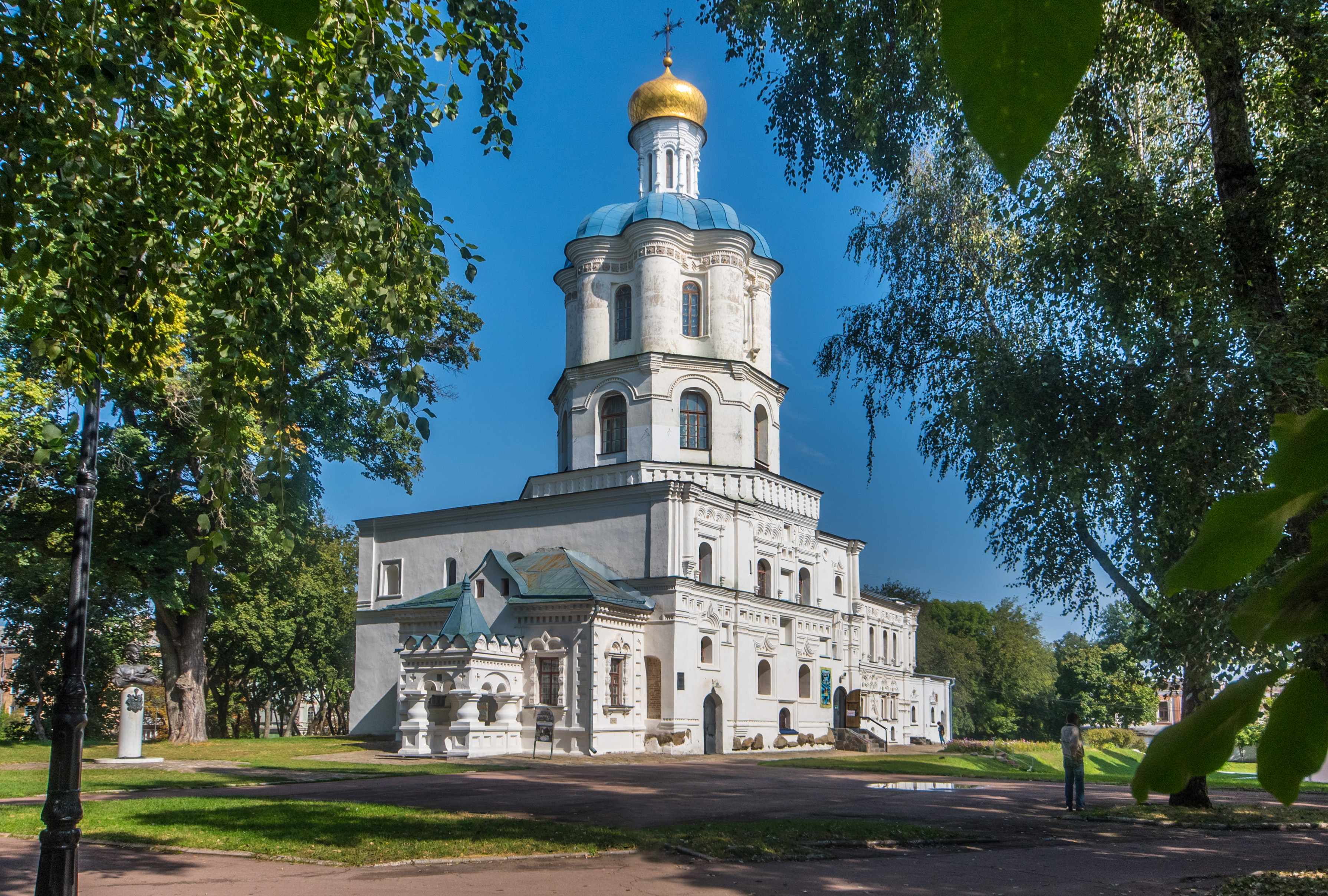
Tour-clocher du collège de Tchernihiv(1702),
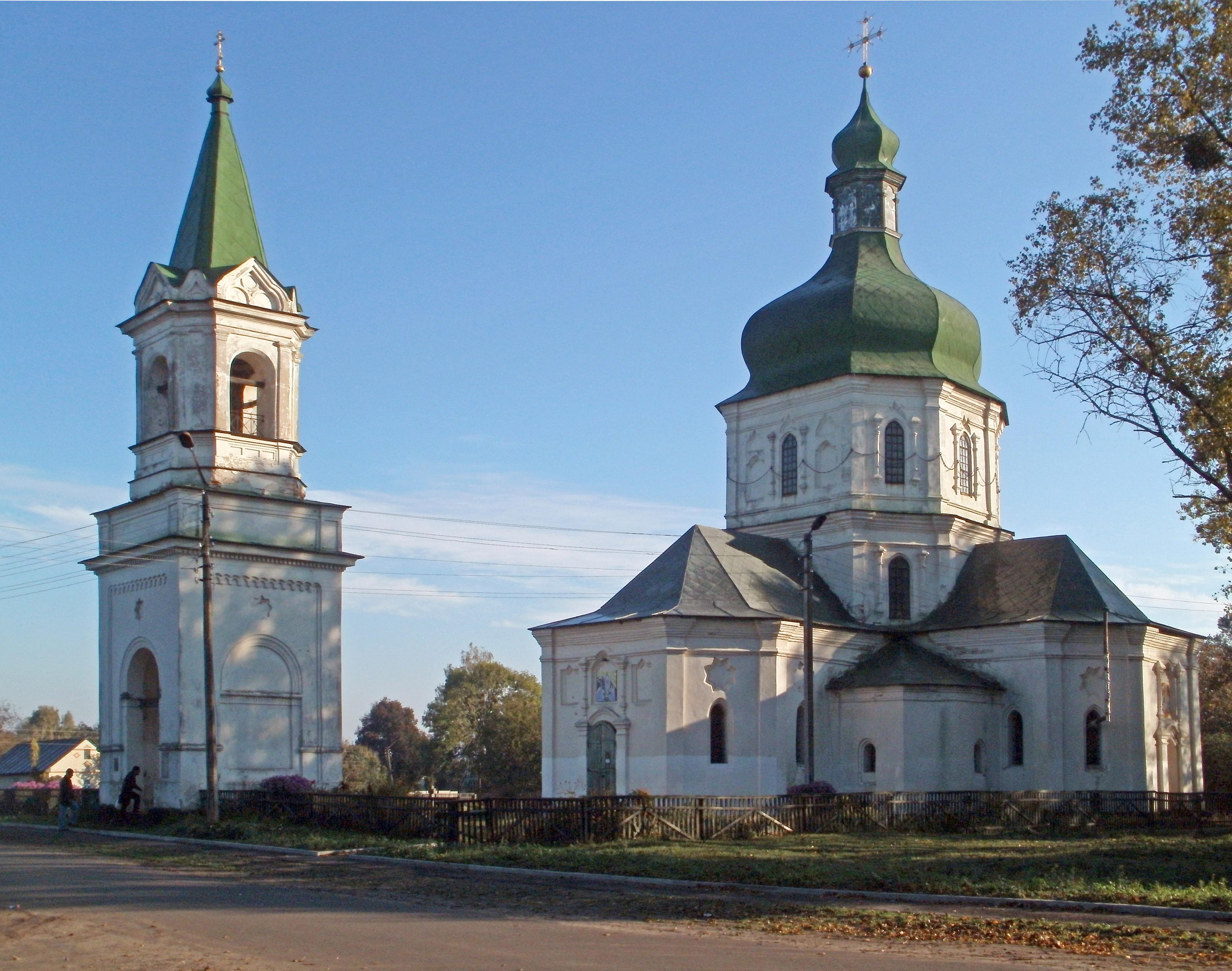
Église-sépulture de Lisogoubov à Siédnev oblast de Tchernihiv (1690),
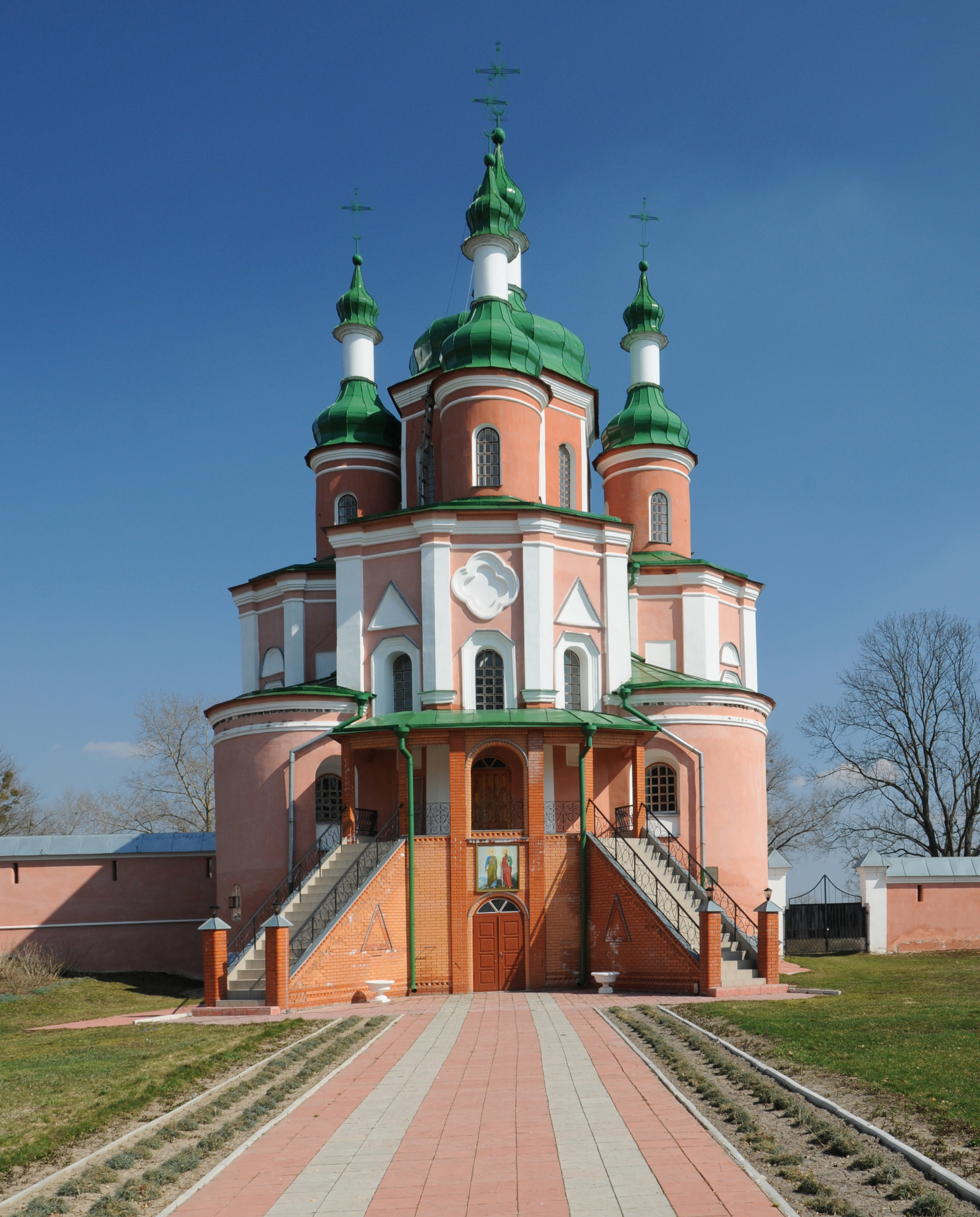
Église Saint-Pierre-et-Paul au monastère de Goustynski (1693),
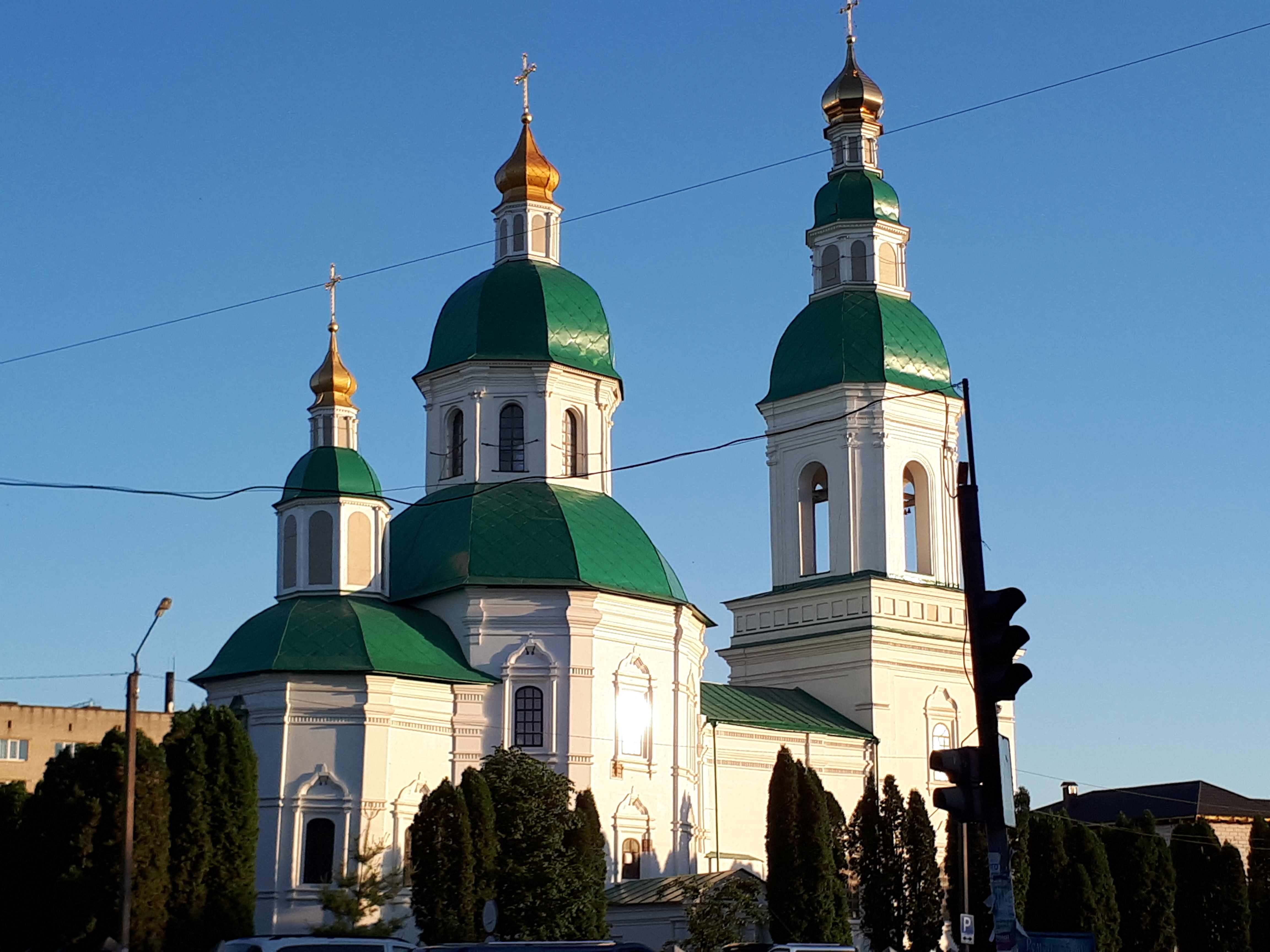
Église Saint-Nicolas à Hloukhiv (1693).

## Peinture
Les meilleurs exemples de style baroque en peinture se retrouvent dans les fresques de l'église de la Trinité de la Laure des Grottes à Kyïv.
À l'époque du baroque ukrainien se développe également la gravure qui s'exprime par les symboles, les allégories, les signes héraldiques, les décorations luxuriantes.

## Influences mutuelles

Monastère de la Trinité à Tioumen en Sibérie témoigne de l'influence ukrainienne sur les premiers bâtiments en pierre de Sibérie (1715)

L'Ukraine de la rive droite après le soulèvement de Khmelnytsky était restée territoire de la république des Deux Nations, et continua son évolution dans la ligne de la tradition architecturale polonais et des goûts dictés par les riches mécènes et l'Église catholique. Il en résulte que l'impact des conceptions de l'architecture en bois sur l'architecture de pierre n'a plus subsisté que de manière indirecte. De même, en Biélorussie au XVIIIe siècle où le style baroque de Vilnius remplaça la décoration austère de style Sarmate. Ce style de Vilnius différait du style baroque ukrainien par plus de fantaisie, plus de formes dominantes verticales, une décoration alambiquée.
Le baroque ukrainien a eu une influence significative sur le développement du baroque moscovite. C'est d'ailleurs par la capitale de l'Ukraine qu'il faut commencer l'étude de l'architecture baroque en Russie. De nombreux maîtres qui déployèrent leurs talents à Moscou étaient originaires de l'Ukraine slobodienne. Les emprunts à l'Ukraine venaient également de maîtres formés à l'université nationale Académie Mohyla de Kyïv. À la fin du XVIIe siècle dans le tsarat de Russie, à la suite de la mode ukrainienne, sont apparus des édifices aux formes octogonales (église du tsarévitch Iosef à Ismaïlova (district historique de Moscou)). Il existe d'autres exemples : le dôme de la cathédrale du monastère Donskoï, selon la tradition ukrainienne, orienté vers le levant ; l'église de Kazan à Ouzkoïe (environs de Moscou), avec ses cinq tourelles, comme les églises ukrainiennes ; l'église Saints-Boris-et-Gleb de Ziouzino.
En Sibérie, à Tioumen par exemple, l'influence de l'Ukraine a donné le « baroque sibérien » qui subit autant l'influence de ses maîtres, que le « baroque » moscovite
L'influence de l'architecture ukrainienne ne s'exerçait toutefois pas à sens unique. Le dessin russe décoratif influença l'architecture des monuments ukrainiens comme au monastère Moltchanskiï à Poutyvl. La construction de la cathédrale militaire de Kyïv est l'œuvre de Osip Startsev, et un des édifices les plus caractéristiques du baroque ukrainien, l'église de Tous les Saints du monastère de la Grotte est l'œuvre de Dimitri V. Aksamitov. Au milieu du XVIIIe siècle des représentants du baroque élisabéthain (sous le règne de Élisabeth Ire de Russie (1709-1762)) étaient très actifs à Moscou : les architectes moscovites Ivan Fiodorovitch Mitchourine (qui réalisa l'église Saint-André de Kyïv selon des plans de Bartolomeo Rastrelli et Dmitri Oukhtomski
(Cathédrale de l'Intercession à Okhtyrka).

## Héritiers

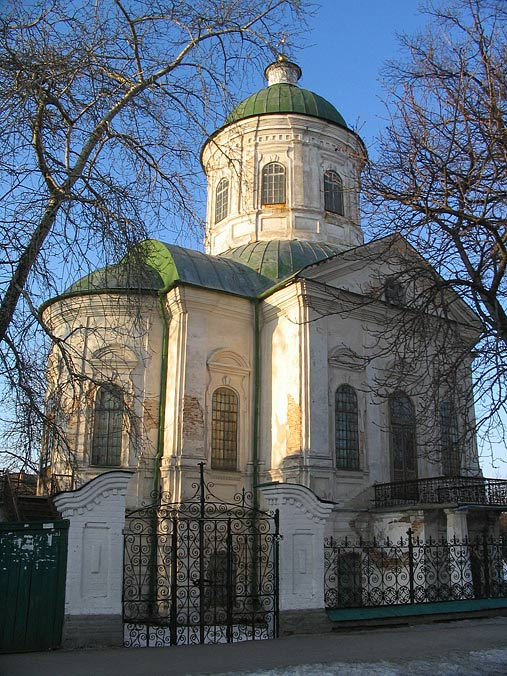
Église Saint-Jean l'évangéliste à Nijyn (1757). Ivan Hryhorovych-Barskyi représente le passage du baroque au classicisme

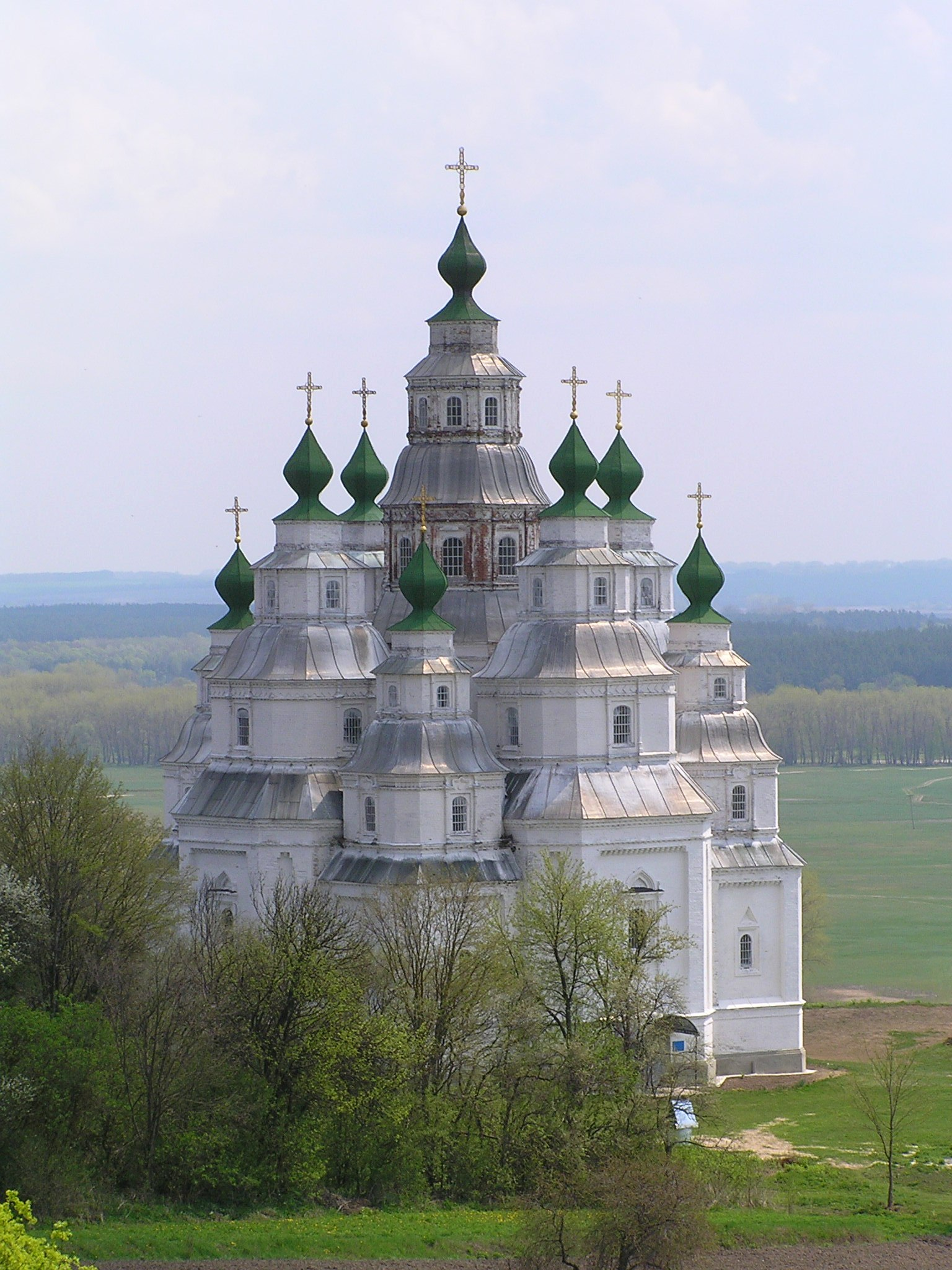
église de l'Intercession 1902-1907, Plichivets, oblast de Poltava

Tout au long du XVIIIe siècle, le baroque ukrainien s'est transformé sous l'influence des architectes d'Europe de l'Ouest et russes, qui travaillaient en Ukraine : à Kiev, au milieu du siècle, des architectes tels que Gottfried Schädel (grand clocher de la laure des Grottes de Kiev), Bartolomeo Rastrelli (palais Mariyinsky
(à Kiev). La tradition architecturale nationale se poursuivit avec : Stepan D. Kovnir (cathédrale à Vassylkiv) et Ivan Hryhorovych-Barsky (reconstruction du monastère Saint-Cyrille-de-Dorogojitch).
Le dernier des hetmans, Kirill Razoumovski, préféra au cadre des architectes locaux ceux qu'il fit venir de Saint-Pétersbourg. Dans ses propriétés il fit construire par des maîtres fort éloignés de la tradition ukrainienne comme Antonio Rinaldi (architecte) et Andrey Kvasov (en). Ce dernier était non seulement attiré par l'architecture locale, mais il a pu aussi écrire une nouvelle page de celle-ci en construisant l'église de la nativité de la Vierge (1752-1763) en style baroque élisabéthain (Élisabeth Ire de Russie (1709-1762) et son architecte Bartolomeo Rastrelli) dans la ville de Kozelets oblast de Tchernihiv).
Durant le règne de Catherine II de Russie la tendance dominante en architecture devient le classicisme. Néanmoins la tendance rétrospective reste demandée et durant tout le XIXe siècle l'architecture religieuse de Kiev et de la rive gauche du Dniepr reprend les thèmes du baroque cosaque (les dômes en forme de poire par exemple). À la fin du XIXe siècle et au début du XXe siècle des églises furent encore construites stylisées dans le genre du baroque des XVIIe et XVIIIe siècles.
Après que l'Ukraine fut déclarée indépendante, à la suite de l'implosion de l'URSS, en 1991, la restauration de nombreux édifices fut entreprise avec grand soin, dont ceux de style baroque ukrainien qui avaient été détruits pendant la période d'occupation soviétique (monastère Saint-Michel-au-Dôme-d'Or à Kiev). Mais fut entreprise aussi la construction de nouvelles églises dans un esprit baroque contemporain (cathédrale de la Trinité à Kiev).

## La Galicie ukrainienne

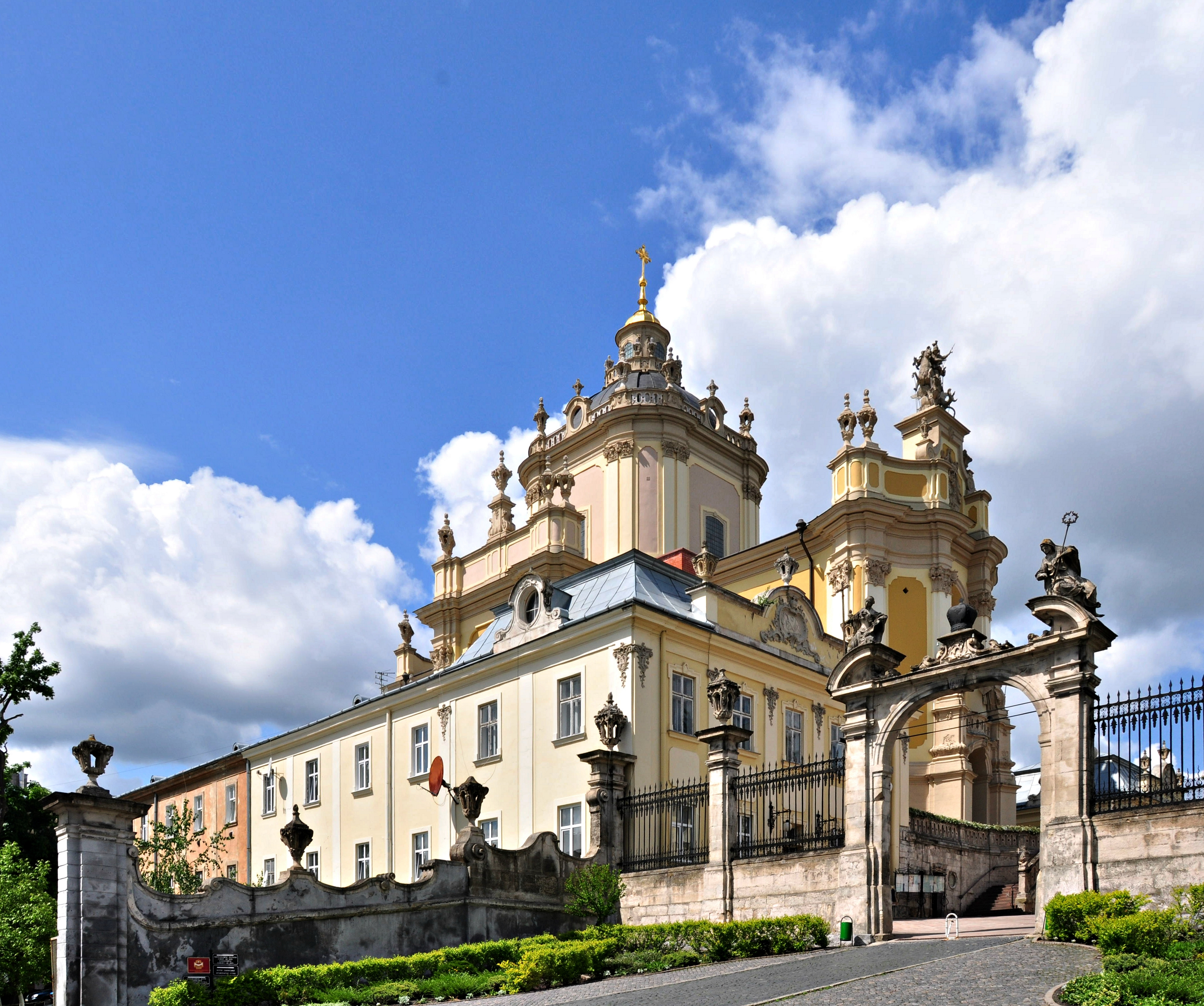
Lviv - Cathédrale Saint-Georges (Lviv) 1744

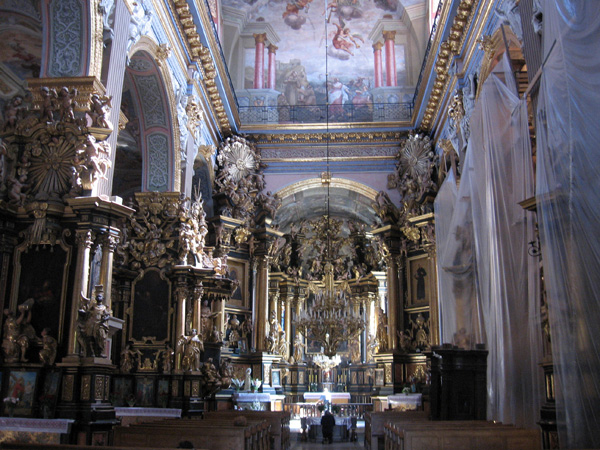
Église et monastère des Bernardins (Lviv) intérieur

L'ensemble architectural de la vieille ville de Lviv (en russe : Lvov ; en allemand : Lemberg) est classé patrimoine mondial de l'Unesco depuis 1998. La ville est la capitale de la Galicie et son appartenance politique a varié suivant les siècles de la Pologne à l'Autriche-Hongrie, avant de devenir avec l'URSS une province orientale de l'Ukraine indépendante.
Le patrimoine de style baroque rococo est représenté par la cathédrale Saint-Georges (Lviv) (1744) Église grecque-catholique ukrainienne (rite orthodoxe rattaché à Rome). L'église et monastère des Bernardins (Lviv) (de 1600 à 1761) représente par contre un mélange tardif de différents styles proches des écoles flamandes et allemandes. L'intérieur est de style rococo.
L'église des Saints Apôtres Pierre et Paul (Lviv) (XVIIe siècle) dont le modèle est l'église du Gesù (1580 considérée comme la première église de style baroque) à Rome est plus sobre tant en façade qu'à l'intérieur que l'église des Bernardins.
Ces différentes églises appartenant au même culte gréco-catholique représentent en Ukraine le courant baroque issu directement de la Pologne : le plan basilical et l'absence de coupoles les distinguent franchement du plan crucial des églises byzantines à trois ou cinq coupoles.